# Typhlodromus oresibious
Typhlodromus oresibious är en spindeldjursart som beskrevs av Papadoulis, Emmanouel och Kapaxidi 2009. Typhlodromus oresibious ingår i släktet Typhlodromus och familjen Phytoseiidae. Inga underarter finns listade i Catalogue of Life.